# Méracq
Méracq (en béarnais L’Omerac ou L’Oumerac) est une commune française située dans le département des Pyrénées-Atlantiques, en région Nouvelle-Aquitaine.

## Géographie

### Localisation
La commune de Méracq se trouve dans le département des Pyrénées-Atlantiques, en région Nouvelle-Aquitaine.
Elle se situe à 27 km par la route de Pau, préfecture du département, et à 42 km d'Artix, bureau centralisateur du canton d'Artix et Pays de Soubestre dont dépend la commune depuis 2015 pour les élections départementales. 
La commune fait en outre partie du bassin de vie d'Arzacq-Arraziguet.
Les communes les plus proches sont : 
Lème (2,4 km), Mialos (2,5 km), Séby (2,7 km), Vignes (2,8 km), Coublucq (3,0 km), Pouliacq (3,1 km), Arzacq-Arraziguet (3,6 km), Auga (3,6 km).
Sur le plan historique et culturel, Méracq fait partie de la province du Béarn, qui fut également un État et qui présente une unité historique et culturelle à laquelle s’oppose une diversité frappante de paysages au relief tourmenté.

### Communes limitrophes
Les communes limitrophes sont  Auga, Coublucq, Lème, Mialos, Pouliacq, Séby et Vignes.
| Vignes | Coublucq |          |
| Mialos | Méracq   | Pouliacq |
| Séby   | Auga     | Lème     |

### Hydrographie

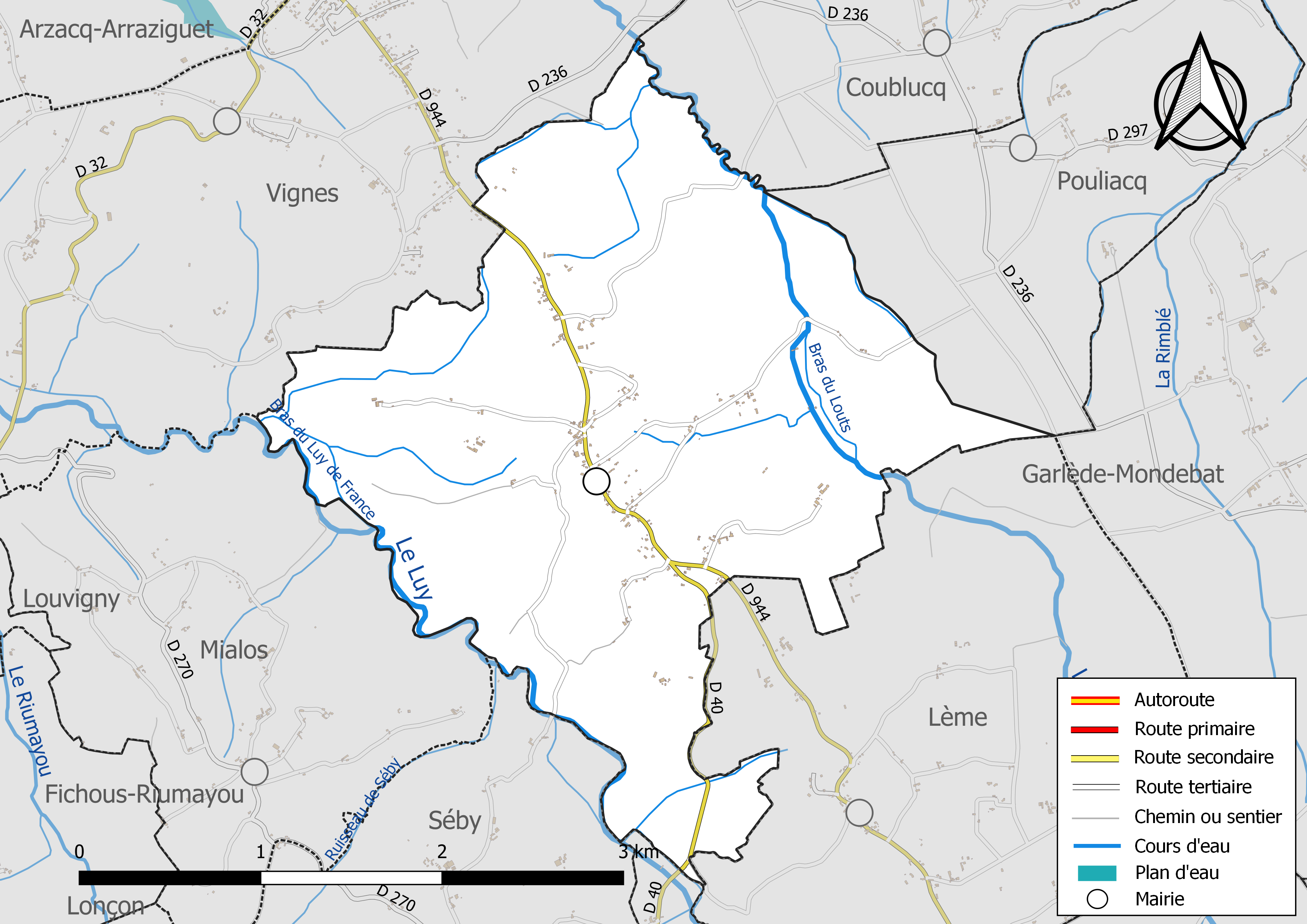
Réseaux hydrographique et routier de Méracq.

La commune est drainée par le Luy, le Louts, un bras du Louts, un bras du Luy de France, et par divers petits cours d'eau, constituant un réseau hydrographique de 14 km de longueur totale,.
Le Luy, d'une longueur totale de 154,5 km, prend sa source dans la commune d'Espoey et s'écoule d'est en ouest. Il traverse la commune et se jette dans l'Adour à Rivière-Saas-et-Gourby, après avoir traversé 65 communes.
Le Louts, d'une longueur totale de 85,7 km, prend sa source dans la commune de Thèze et s'écoule d'est en ouest. Il traverse la commune et se jette dans l'Adour à Téthieu, après avoir traversé 33 communes.

### Climat
Pour des articles plus généraux, voir Climat de la Nouvelle-Aquitaine et Climat des Pyrénées-Atlantiques.
Historiquement, la commune est exposée à un climat de montagne.  
En 2020, Météo-France publie une typologie des climats de la France métropolitaine dans laquelle la commune est toujours exposée à un climat de montagne et est dans la région climatique Pyrénées atlantiques, caractérisée par une pluviométrie élevée (>1 200 mm/an) en toutes saisons, des hivers très doux (7,5 °C en plaine) et des vents faibles.
Pour la période 1971-2000, la température annuelle moyenne est de 13,2 °C, avec une amplitude thermique annuelle de 14,7 °C. Le cumul annuel moyen de précipitations est de 1 118 mm, avec 12,2 jours de précipitations en janvier et 7,6 jours en juillet. Pour la période 1991-2020, la température moyenne annuelle observée sur la station météorologique la plus proche, située sur la commune de Pomps à 13 km à vol d'oiseau, est de 14,1 °C et le cumul annuel moyen de précipitations est de 1 062,2 mm,. Pour l'avenir, les paramètres climatiques de la commune estimés pour 2050 selon différents scénarios d’émission de gaz à effet de serre sont consultables sur un site dédié publié par Météo-France en novembre 2022.

### Milieux naturels et biodiversité
Aucun espace naturel présentant un intérêt patrimonial n'est recensé sur la commune dans l'inventaire national du patrimoine naturel,,.

## Urbanisme

### Typologie
Au 1er janvier 2024, Méracq est catégorisée commune rurale à habitat dispersé, selon la nouvelle grille communale de densité à sept niveaux définie par l'Insee en 2022.
Elle est située hors unité urbaine. Par ailleurs la commune fait partie de l'aire d'attraction de Pau, dont elle est une commune de la couronne,. Cette aire, qui regroupe 227 communes, est catégorisée dans les aires de 200 000 à moins de 700 000 habitants,.

### Occupation des sols

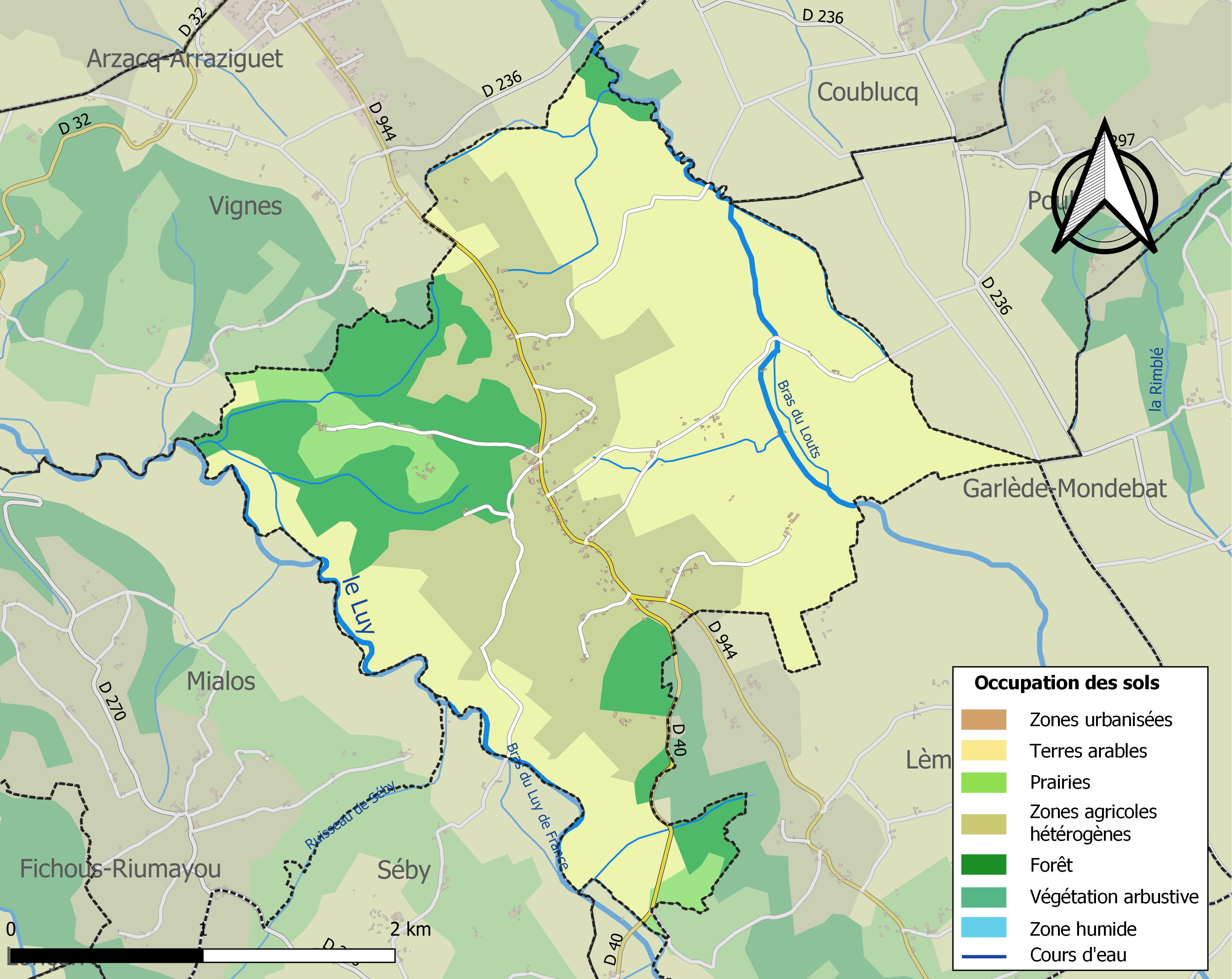
Carte des infrastructures et de l'occupation des sols de la commune en 2018 (CLC).

L'occupation des sols de la commune, telle qu'elle ressort de la base de données européenne d’occupation biophysique des sols Corine Land Cover (CLC), est marquée par l'importance des territoires agricoles (83,6 % en 2018), une proportion identique à celle de 1990 (83,6 %). La répartition détaillée en 2018 est la suivante : 
terres arables (50,9 %), zones agricoles hétérogènes (28,7 %), forêts (16,4 %), prairies (4 %). L'évolution de l’occupation des sols de la commune et de ses infrastructures peut être observée sur les différentes représentations cartographiques du territoire : la carte de Cassini (XVIIIe siècle), la carte d'état-major (1820-1866) et les cartes ou photos aériennes de l'IGN pour la période actuelle (1950 à aujourd'hui).

### Lieux-dits et hameaux
- Carrat ;
- Dubert ;
- Ducos ;
- Marioulet ;
- Sansot ;
- les Landes ;
- Côté du Luy.

### Voies de communication et transports
La commune est desservie par la route départementale D 944.

### Risques majeurs
Le territoire de la commune de Méracq est vulnérable à différents aléas naturels : météorologiques (tempête, orage, neige, grand froid, canicule ou sécheresse), inondations et séisme (sismicité modérée). Il est également exposé à un risque technologique,  le transport de matières dangereuses. Un site publié par le BRGM permet d'évaluer simplement et rapidement les risques d'un bien localisé soit par son adresse soit par le numéro de sa parcelle.

#### Risques naturels
Certaines parties du territoire communal sont susceptibles d’être affectées par le risque d’inondation par une crue à  débordement lent de cours d'eau, notamment le Louts et le Luy. La commune a été reconnue en état de catastrophe naturelle au titre des dommages causés par les inondations et coulées de boue survenues en 1982, 1983 et 2009,.

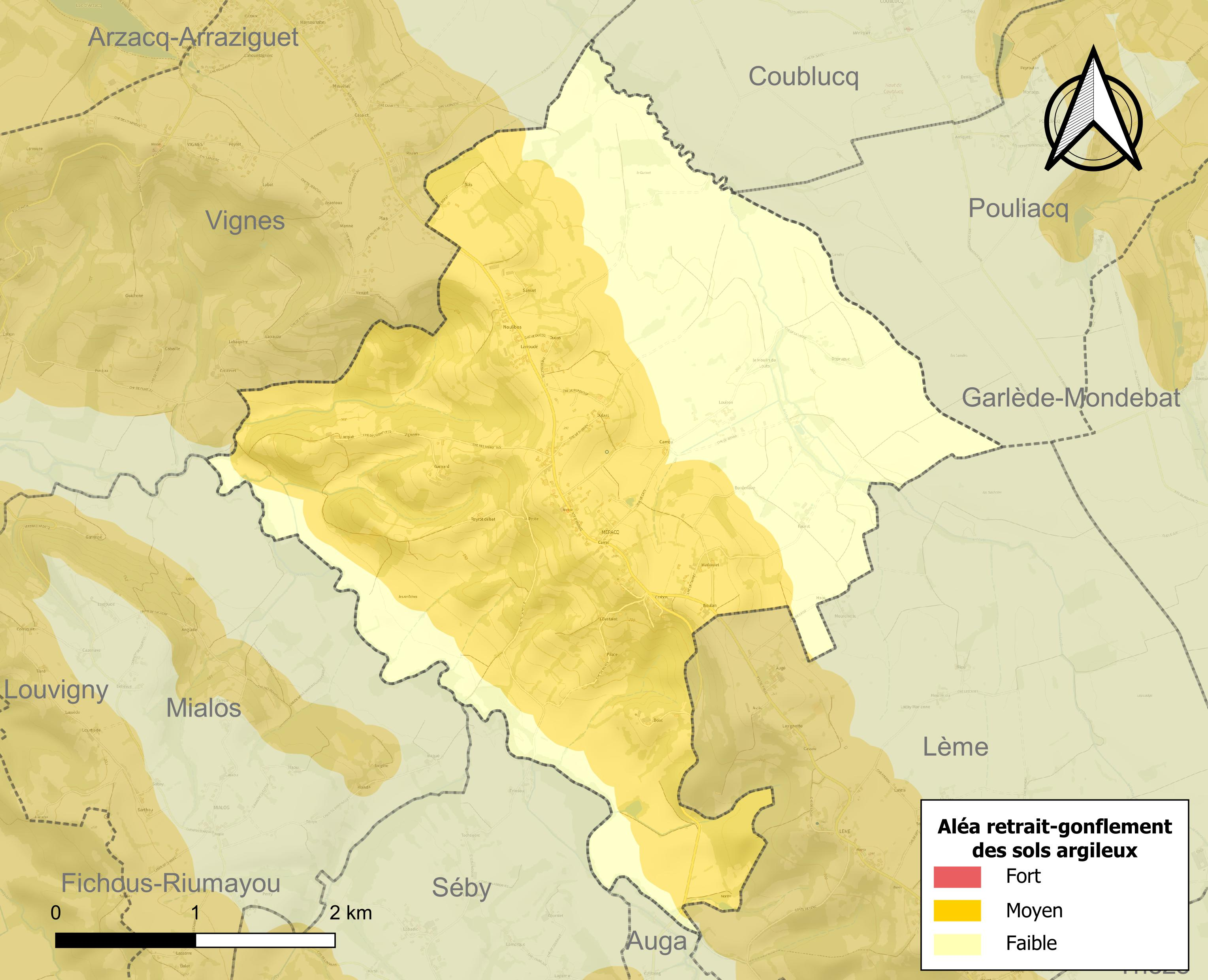
Carte des zones d'aléa retrait-gonflement des sols argileux de Méracq.

Le retrait-gonflement des sols argileux est susceptible d'engendrer des dommages importants aux bâtiments en cas d’alternance de périodes de sécheresse et de pluie. 60,7 % de la superficie communale est en aléa moyen ou fort (59 % au niveau départemental et 48,5 % au niveau national). Depuis le 1er octobre 2020, en application de la loi ELAN, différentes contraintes s'imposent aux vendeurs, maîtres d'ouvrages ou constructeurs de biens situés dans une zone classée en aléa moyen ou fort,.

## Toponymie
Le toponyme Méracq apparaît sous les formes Meirac (XIIIe siècle, fors de Béarn), Honerac (1538, réformation de Béarn), Lo Merac (1546, titres de Béarn) et Louméracq (1863, dictionnaire topographique Béarn-Pays basque).
Son nom béarnais est L’Omerac ou L’Oumerac.

## Histoire
Paul Raymond note que Méracq dépendait du Tursan et de la subdélégation de Saint-Sever (Landes).
Méracq avait une étude de notaire royal, tenue aux XVIIe et XVIIIe siècles par la famille Dubern. Sous Louis XV, l'un de ces notaires Dubern était aussi juge de la baronnie de Roquefort-de-Tursan.

## Politique et administration
| Période                                  | Période  | Identité          | Étiquette | Qualité |
| ---------------------------------------- | -------- | ----------------- | --------- | ------- |
| 1995                                     | 2008     | Michel Feugas     |           |         |
| 2008                                     | 2014     | Gérard Leboeuf    |           |         |
| 2014                                     | En cours | Pierre Duplantier |           |         |
| Les données manquantes sont à compléter. |          |                   |           |         |

### Intercommunalité
Méracq appartient à quatre structures intercommunales :
- la communauté de communes des Luys en Béarn ;
- le SIVU des écoles du Luy ;
- le syndicat AEP d'Arzacq ;
- le syndicat d’énergie des Pyrénées-Atlantiques.

## Population et société

### Démographie
L'évolution du nombre d'habitants est connue à travers les recensements de la population effectués dans la commune depuis 1793. Pour les communes de moins de 10 000 habitants, une enquête de recensement portant sur toute la population est réalisée tous les cinq ans, les populations de référence des années intermédiaires étant quant à elles estimées par interpolation ou extrapolation. Pour la commune, le premier recensement exhaustif entrant dans le cadre du nouveau dispositif a été réalisé en 2007.

En 2022, la commune comptait 234 habitants, en évolution de +3,08 % par rapport à 2016 (Pyrénées-Atlantiques : +3,78 %, France hors Mayotte : +2,11 %).
| 1793 | 1800 | 1806 | 1821 | 1831 | 1836 | 1841 | 1846 | 1851 |
| ---- | ---- | ---- | ---- | ---- | ---- | ---- | ---- | ---- |
| 511  | 493  | 488  | 542  | 577  | 611  | 584  | 522  | 501  |

| 1856 | 1861 | 1866 | 1872 | 1876 | 1881 | 1886 | 1891 | 1896 |
| ---- | ---- | ---- | ---- | ---- | ---- | ---- | ---- | ---- |
| 499  | 469  | 430  | 401  | 405  | 414  | 420  | 371  | 330  |

| 1901 | 1906 | 1911 | 1921 | 1926 | 1931 | 1936 | 1946 | 1954 |
| ---- | ---- | ---- | ---- | ---- | ---- | ---- | ---- | ---- |
| 329  | 330  | 296  | 261  | 261  | 260  | 244  | 226  | 223  |

| 1962 | 1968 | 1975 | 1982 | 1990 | 1999 | 2006 | 2007 | 2012 |
| ---- | ---- | ---- | ---- | ---- | ---- | ---- | ---- | ---- |
| 200  | 208  | 192  | 202  | 210  | 210  | 206  | 205  | 221  |

| 2017 | 2022 | - | - | - | - | - | - | - |
| ---- | ---- | - | - | - | - | - | - | - |
| 229  | 234  | - | - | - | - | - | - | - |

## Culture locale et patrimoine

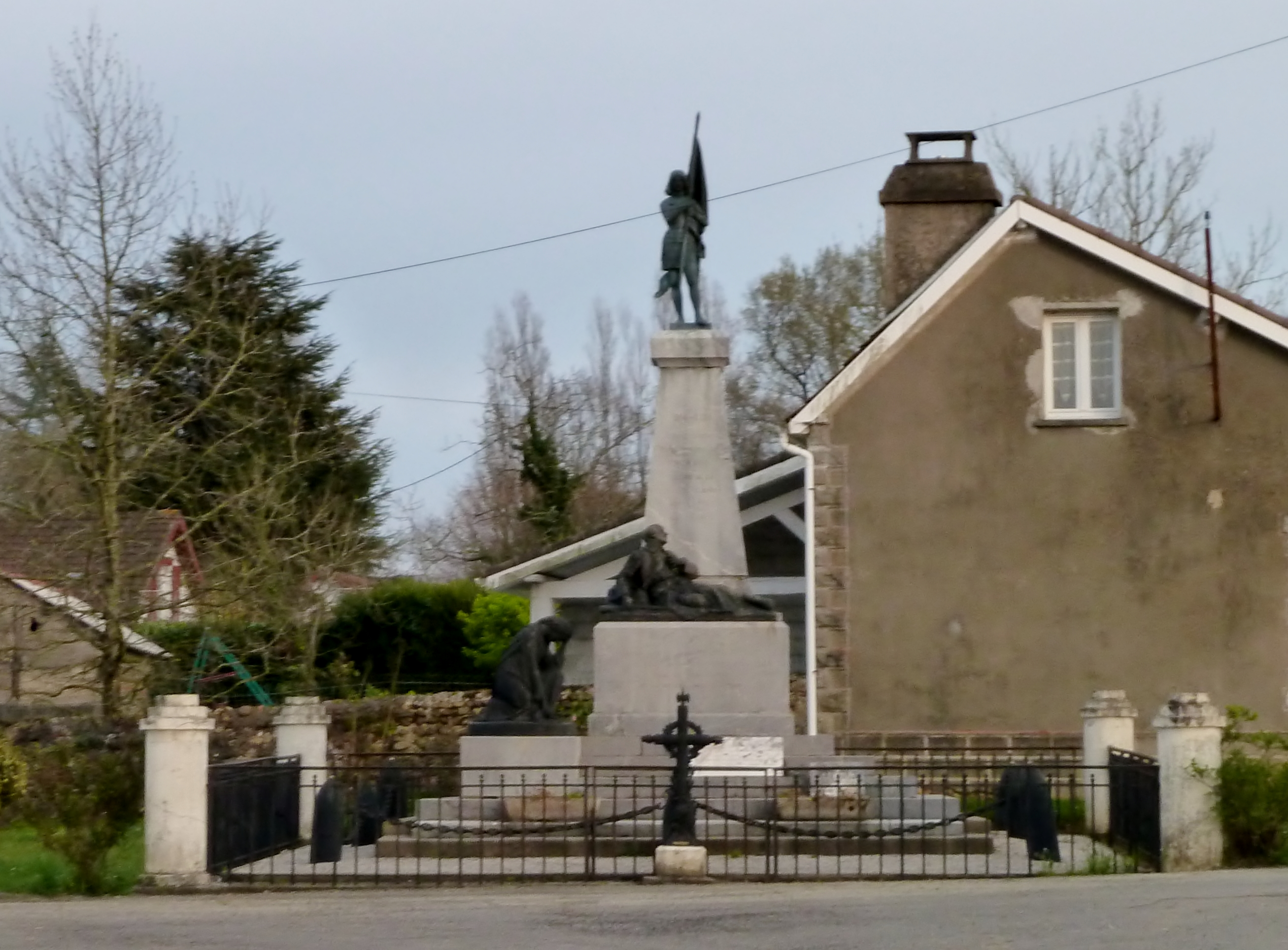
Le monument aux morts.
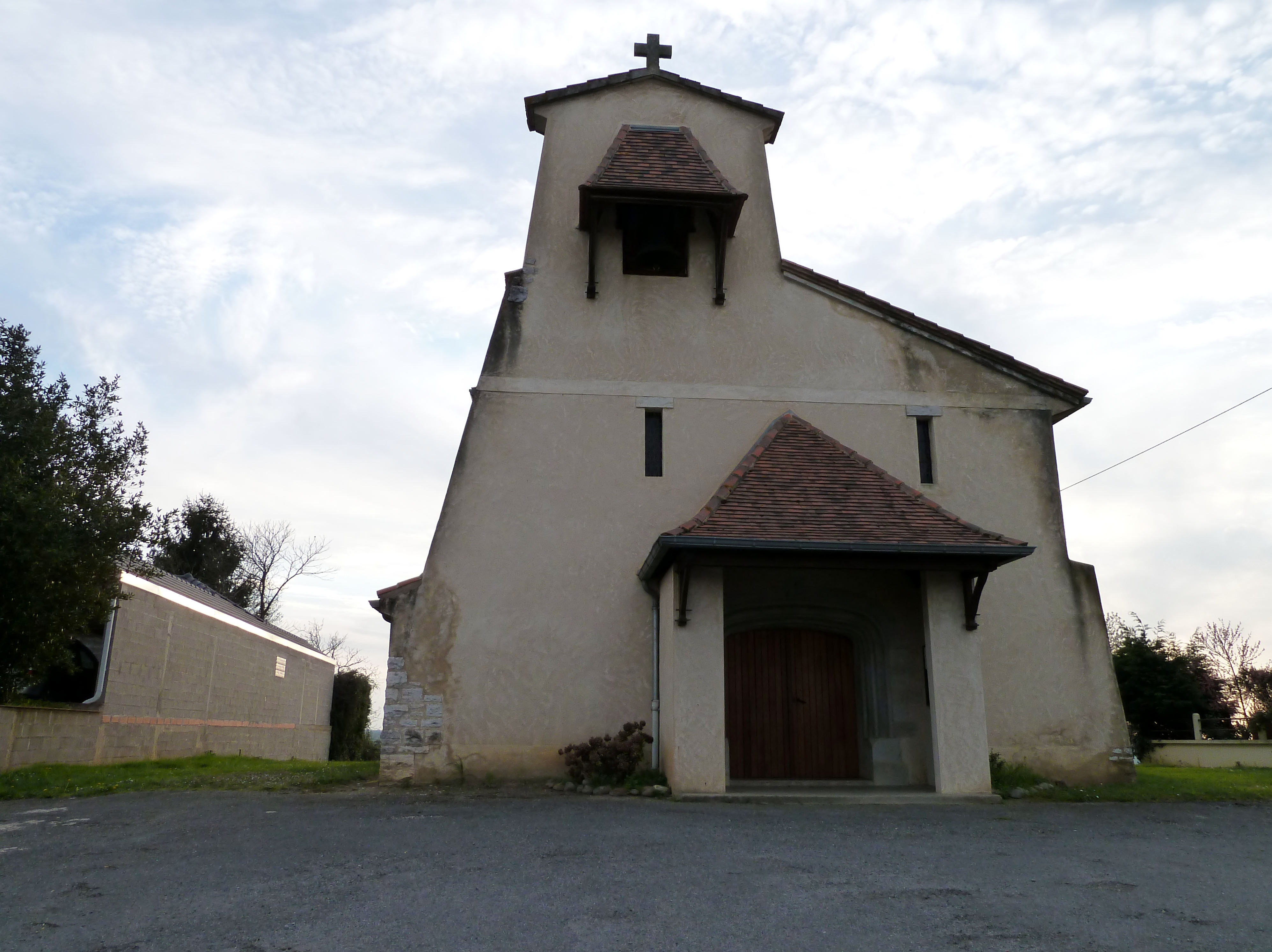
Une des deux églises de Méracq.

### Patrimoine civil
Le manoir, hôtel de voyageurs, dit château, au lieu-dit Marioulet, date de 1604.
Méracq possède un ensemble de fermes des XVIIIe et XIXe siècles classées aux monuments historiques.
Le monument aux morts de la guerre de 1914-1918, datant de 1923, est également classé.

### Patrimoine religieux
On trouve deux églises à Méracq : l'église Saint-Julien-d'Antioche datant des XVe et XVIe siècles, puis remaniée au XIXe siècle, a été restaurée récemment par l'association de sauvegarde de l'église de Saint-Julien. L'église Cœur-Immaculé-de-Marie a été quant à elle construite dans les années 1960. Elle recèle un calice recensé par le ministère de la Culture, qui a également enregistré deux autels de l'église Saint-Julien-d'Antioche.

## Équipements
éducation
La commune dispose d'une école élémentaire.

## Personnalités liées à la commune
- Charles Van Den Born y a vécu.